# Horabagrus
Horabagrus — рід сомоподібних, разом із родом Pseudeutropius належить до родини Horabagridae. Раніше зараховувався до родини Bagridae. Має 3 види.

## Опис
Загальна довжина представників цього роду коливається від 23,5 до 45 см. Голова дещо сплощена, широка, становить 25,1—36,9 % усього тіла. Очі середнього розміру. Тулуб кремезний. Шкіра гладенька. Спинний плавець знаходиться близько до голови, високий з короткою основою та гострою і довгою колючкою, що нагадує жало. Грудні плавці середнього розміру. Анальний плавець довгий. Жировий плавець помірно великий. Хвостовий плавець роздвоєно, з закругленими кінчиками.
Забарвлення сталево-сірого або коричневого кольору. За зябровою кришкою є темна пляма з білою облямівкою (її розмір у різних видів відрізняється).

## Спосіб життя
Зустрічаються в річках з каламутною водою та повільною течією або у верхів'ях річок зі швидкою течією. Активні вночі. Вдень ховаються серед корчів або каміння. Живляться водними безхребетними та дрібною рибою.
Для розмноження запливають до затоплених ділянок лісу.

## Розповсюдження
Ендеміки Індії. Мешкають в штатах Керала і Карнатака.

## Види
- Horabagrus brachysoma
- Horabagrus nigricollaris
- Horabagrus melanosoma

## Тримання в акваріумі
Підходить ємність від 200 літрів. На дно насипають суміш крупного і середнього піску і пару жмень дрібної гальки. Як природний декор можна застосовувати великі корчі й велике каміння неправильної форми. Рослини актуальні уздовж задньої стінки акваріума. Висаджувати їх краще в маленькі горщики і маскувати в ґрунті. Мирні. Утримувати можна групою від 3 штук або поодинці. У неволі добре їдять шматочки риби, креветки. З технічних засобів знадобиться внутрішній фільтр середньої потужності для створення помірної течії, компресор. Температура тримання повинна становити 22-25 °C.